# Long Hậu, Cần Giuộc
Long Hậu là một xã thuộc huyện Cần Giuộc, tỉnh Long An, Việt Nam.

## Địa lý
Xã Long Hậu nằm ở phía đông bắc huyện Cần Giuộc, có vị trí địa lý:
- Phía đông và phía bắc giáp Thành phố Hồ Chí Minh
- Phía tây giáp thị trấn Cần Giuộc
- Phía nam giáp xã Phước Lại.

Xã có diện tích 20,32 km², dân số năm 2022 là 20000 người, mật độ dân số đạt 984 người/km².

## Hành chính
Xã được chia thành 5 ấp: 1, 2/5, 2/6, 3, 4.